# Maxime Le Marchand
Pour les articles homonymes, voir Le Marchand.
Maxime Le Marchand, né le 11 octobre 1989 à Saint-Malo en France, est un footballeur français évoluant durant sa carrière au poste de défenseur.

## Parcours
Maxime Le Marchand commence son parcours de footballeur dans sa ville natale, à l'US Saint-Malo. Dès ses onze ans, il rejoint le club-phare du département, le Stade rennais FC. Il passe neuf saisons dans les équipes de jeunes du club breton, reculant de son poste initial de milieu offensif gauche à un poste d'arrière latéral gauche.
Sa carrière chez les jeunes lui permet également de remporter quelques titres, notamment le championnat de France des 18 ans, puis l'année suivante la Coupe Gambardella en 2008.
Le 17 juin 2009, le Stade rennais annonce la signature par Le Marchand d'un premier contrat professionnel pour une durée de trois ans. Un mois plus tard, le 20 juin 2009, il est prêté sans option d'achat au Havre AC afin d'acquérir du temps de jeu en Ligue 2. Lors de cette saison en prêt, il s'installe comme titulaire régulier sur le côté gauche de la défense, et marque son premier but en professionnel contre le Vannes OC le 30 août 2009. Après sa saison de prêt, il est censé retourner au Stade rennais, mais est finalement définitivement transféré au HAC le 22 juin 2010.
Après 5 saisons en terres normandes et 134 matchs de Ligue 2 disputés, il est transféré le 25 juin 2015 à l'OGC Nice. Il commence la saison en tant que titulaire et marque son premier but en Ligue 1 lors de la deuxième journée de championnat face à Troyes (3-3).
En avril 2016, il fait partie d'une liste de 58 joueurs sélectionnables en équipe de Bretagne, dévoilée par Raymond Domenech qui en est le nouveau sélectionneur.
Le 12 juillet 2018, il s'engage en faveur de Fulham, tout juste promu en Premier League, tout comme son coéquipier dans son ex-club de l'OGC Nice, Jean Michaël Seri. Le montant et la durée du transfert n'ont pas été évoqués.
Lors du mercato d'été 2021, Fulham le libère de sa dernière année de contrat. Ceci lui permet, le 26 août 2021, de rejoindre le RC Strasbourg avec un contrat de deux ans à la clé.
Le 26 juin 2023, Maxime Le Marchand annonce via les réseaux sociaux, prendre sa retraite de footballeur, sur avis médical à la suite de problèmes de dos ayant duré depuis plusieurs mois.

## Statistiques
| Saison                | Club                  | Championnat           | Championnat | Championnat | Coupe nationale | Coupe nationale | Coupe de la Ligue | Coupe de la Ligue | Compétition(s) continentale(s) | Compétition(s) continentale(s) | Compétition(s) continentale(s) | Total | Total |
| Saison                | Club                  | Division              | M.          | B.          | M.              | B.              | M.                | B.                | Comp.                          | M.                             | B.                             | M.    | B.    |
| 2009-2010             | Le Havre AC           | Ligue 2               | 27          | 1           | -               | -               | 1                 | 0                 | -                              | -                              | -                              | 28    | 1     |
| 2010-2011             | Le Havre AC           | Ligue 2               | 22          | 0           | -               | -               | 3                 | 0                 | -                              | -                              | -                              | 25    | 0     |
| 2011-2012             | Le Havre AC           | Ligue 2               | 20          | 1           | 1               | 0               | 1                 | 0                 | -                              | -                              | -                              | 22    | 1     |
| 2012-2013             | Le Havre AC           | Ligue 2               | 28          | 0           | 3               | 0               | 1                 | 0                 | -                              | -                              | -                              | 32    | 0     |
| 2013-2014             | Le Havre AC           | Ligue 2               | 31          | 2           | -               | -               | 1                 | 0                 | -                              | -                              | -                              | 32    | 2     |
| 2014-2015             | Le Havre AC           | Ligue 2               | 33          | 1           | -               | -               | 1                 | 0                 | -                              | -                              | -                              | 34    | 1     |
| 2015-2016             | OGC Nice              | Ligue 1               | 26          | 1           | -               | -               | 1                 | 0                 | -                              | -                              | -                              | 27    | 1     |
| 2016-2017             | OGC Nice              | Ligue 1               | 10          | 0           | 1               | 0               | 1                 | 0                 | C3                             | 1                              | 1                              | 13    | 1     |
| 2017-2018             | OGC Nice              | Ligue 1               | 29          | 0           | 1               | 0               | 2                 | 0                 | C1/C3                          | 4+5                            | 0                              | 41    | 0     |
| 2018-2019             | Fulham FC             | Premier League        | 26          | 0           | 1               | 0               | 2                 | 0                 | -                              | -                              | -                              | 29    | 0     |
| 2019-2020             | Fulham FC             | Championship          | 8           | 0           | -               | -               | 1                 | 0                 | -                              | -                              | -                              | 9     | 0     |
| 2021                  | Royal Anwerp FC       | Division 1A           | 13          | 3           | 1               | 0               | -                 | -                 | C3                             | 2                              | 0                              | 16    | 3     |
| 2021-2022             | RC Strasbourg         | Ligue 1               | 8           | 1           | -               | -               | -                 | -                 | -                              | -                              | -                              | 8     | 1     |
| Total sur la carrière | Total sur la carrière | Total sur la carrière | 234         | 7           | 6               | 0               | 12                | 0                 | -                              | 10                             | 1                              | 262   | 8     |

## Palmarès
Maxime Le Marchand est en 2007 champion de France des 18 ans et remporte en 2008 la Coupe Gambardella.